# Baltaks kyrka
Baltaks kyrka är en kyrkobyggnad som sedan 2010 tillhör Tidaholms församling (tidigare Baltaks församling) i Skara stift. Den ligger i strax söder om centralorten i Tidaholms kommun.

## Den gamla medeltida kyrkan
Baltaks gamla medeltida kyrka låg på en kulle sydväst om Tidaholm, i Baltaks kyrkby strax norr om ån Tidan (på åns västra sida). Kyrkan uppfördes någon gång under 1100- eller 1200-talet. Bygget bekostades troligtvis av stormannen Balte, som alltså var kyrkans byggherre. År 1839 revs kyrkan utan att ersättas av någon ny. Baltaks och Agnetorps socknar fick då en gemensam kyrka, Tidaholms kyrka, som invigdes 1841 vid ett bruk vid ån Tidan. På Baltaks gamla rivna kyrkas plats restes ett kopparklätt träkors.
Grundmurarna från denna kyrka återstår idag i ett par skifts höjd av sandsten. Den hade ett smalare kor med absid. Spår efter en trappa i en utbyggnad på västra sidan visar att detta hade varit ett torn. Enligt arkivmaterial om kyrkan var tornet delvis nermonterat när kyrkan revs. Ett lösfynd av en mittkolonnett tyder på att västtornet har haft en ljudöppning i romansk stil. Alltså var tornet byggt i samma stil som den tidigare absidkyrkan. Kyrkan kan efter nermonteringen av tornet ha haft ett lägre torn eller så har tornet blivit ombyggt till ett vapenhus, eventuellt användes trappan då till en läktare. Kyrkan skall enligt ett inventeringsprotokoll från 1829 ha varit välvd inne i kyrkorummet.

## Bilder

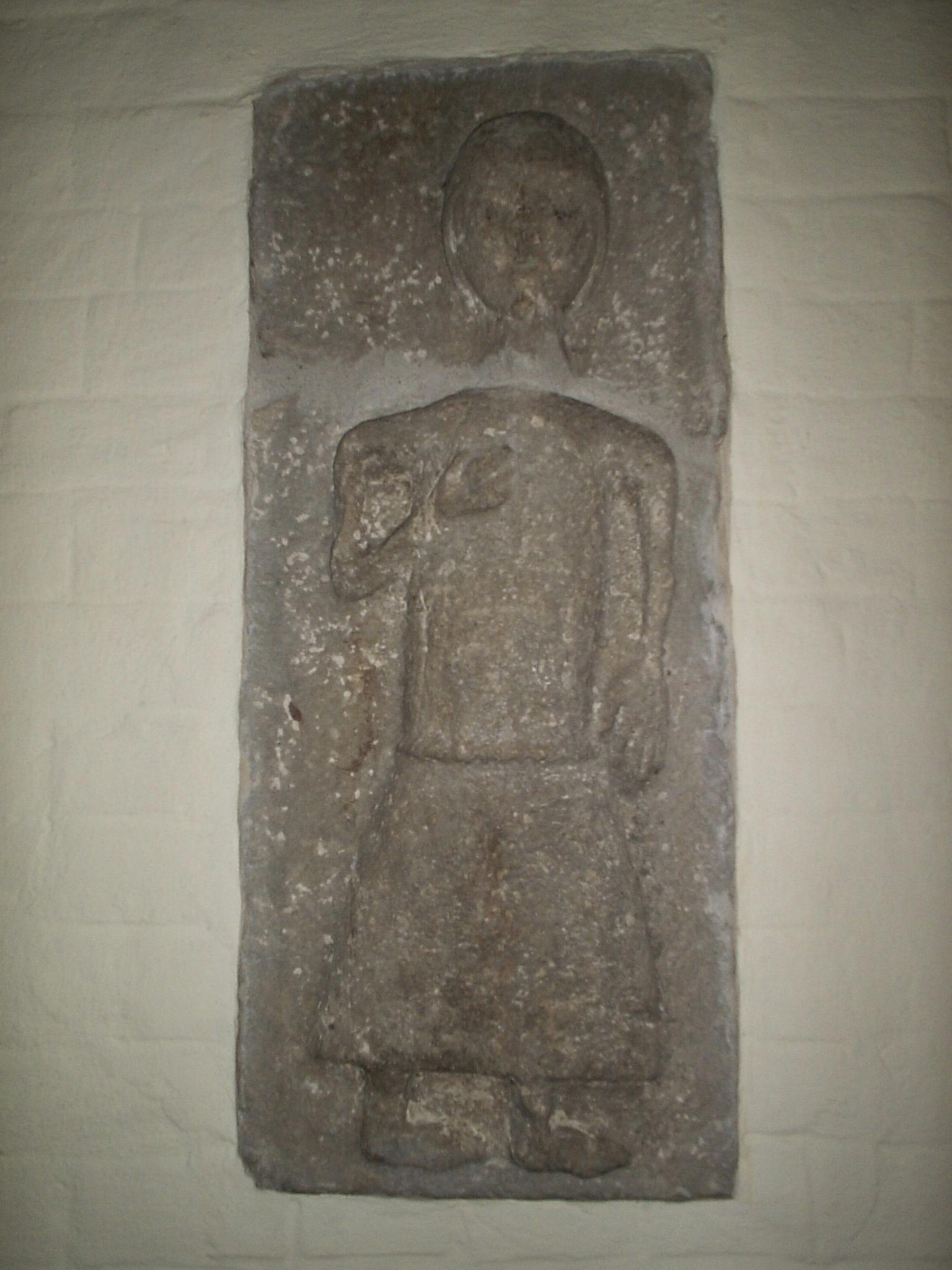
Gravhäll från den medeltida kyrkan
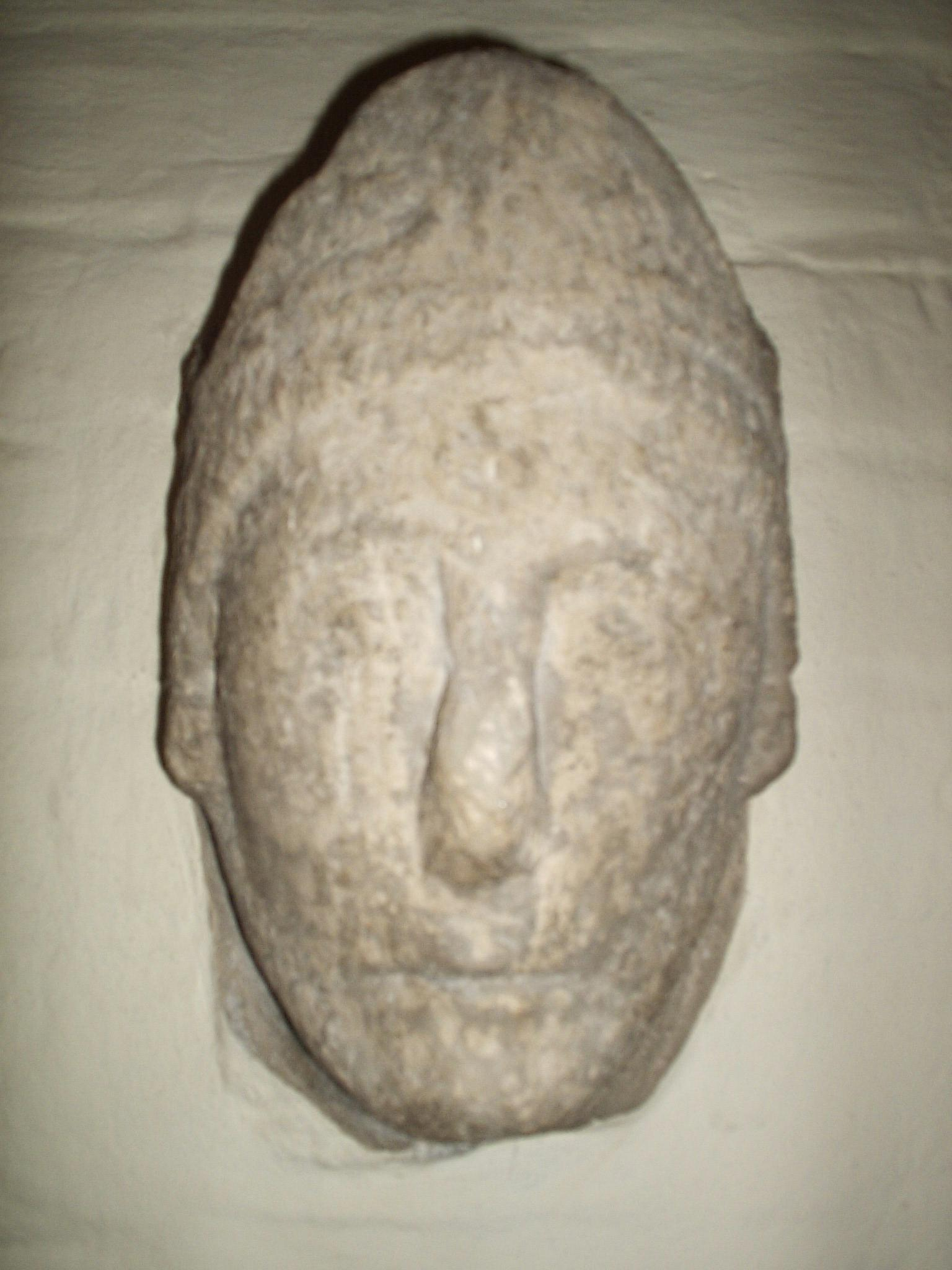
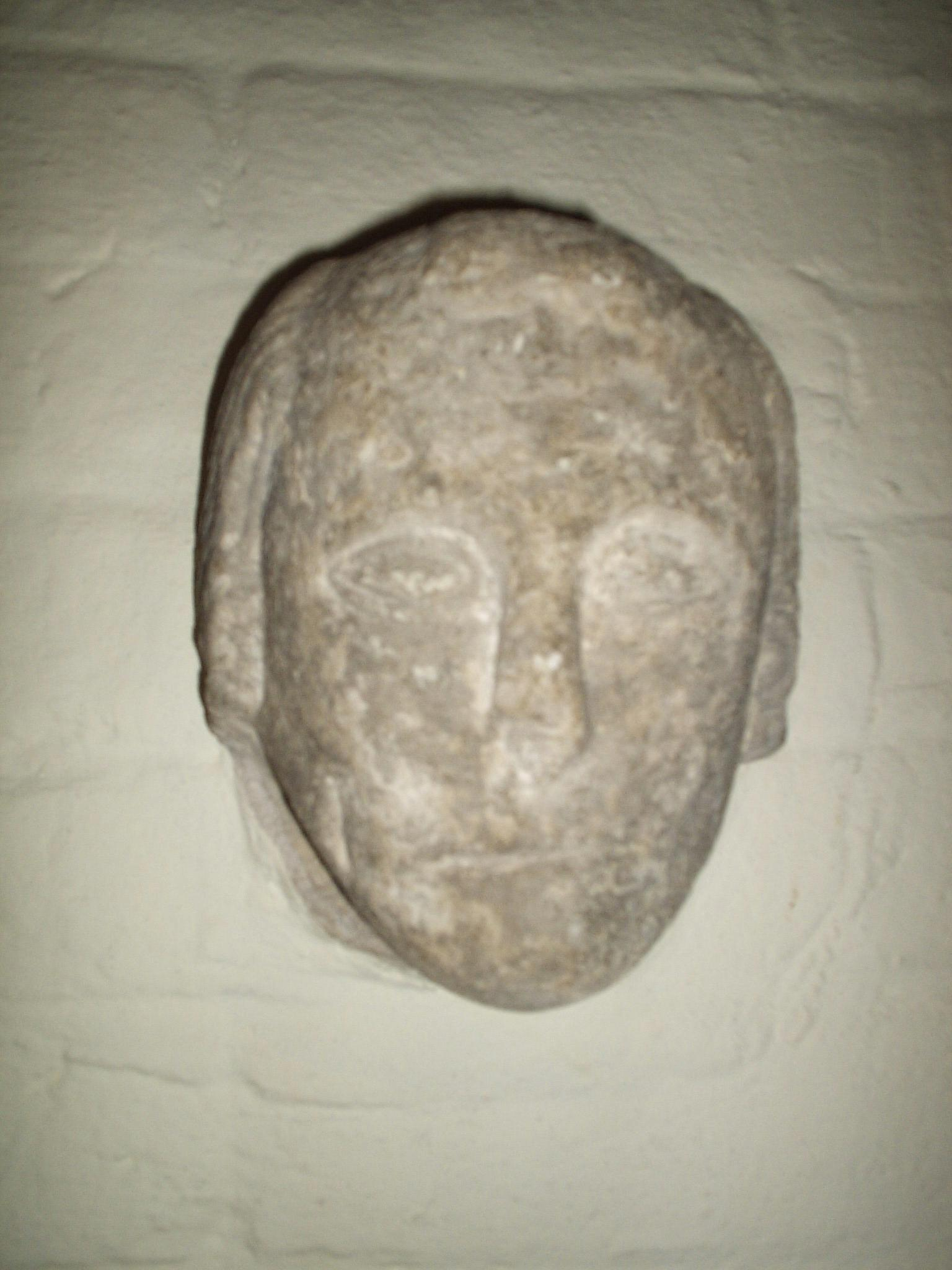
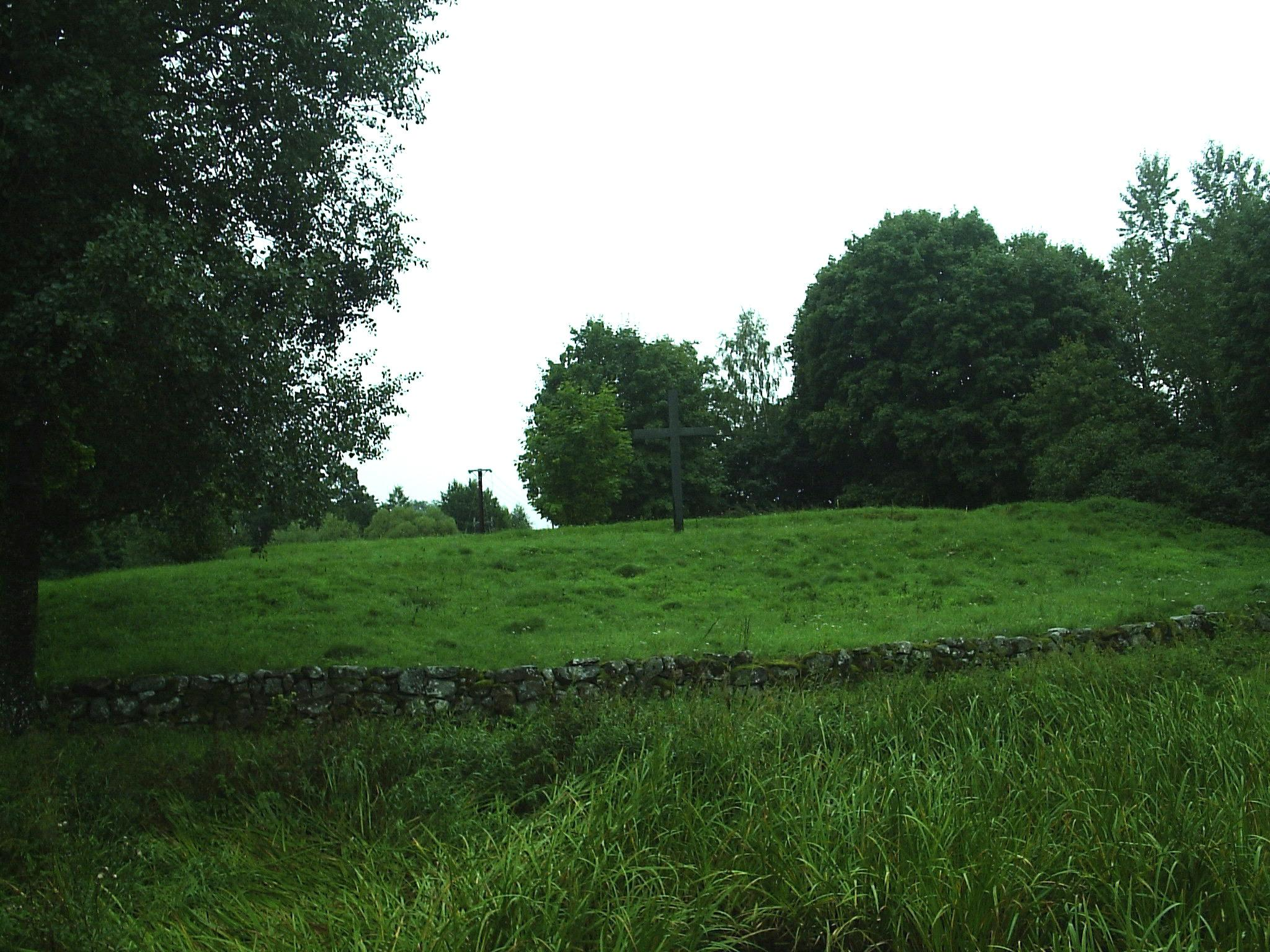
På den medeltida kyrkans plats står nu ett träkors.

## Den nya kyrkan
I slutet av 1800-talet tämdes Tidans vattenfall vid Baltak (Madängsholm), och industriexpansionen ledde till att antalet invånare ökade kraftigt.
Baltaks församling behövde en ny kyrka och 1917 stod en ny stenkyrka klar i nationalromantisk stil efter ritningar av Stockholmsarkitekten Georg A. Nilsson. Den invigdes andra söndagen i advent 1917 av biskop Hjalmar Danell. Kyrkan byggdes på en kyrkogård som hade anlagts år 1900 och som ligger cirka en kilometer sydost om den gamla kyrkan i en del av kyrkbyn med nyare bebyggelse söder och öster om Tidan (cirka 700 meter öster om ån). Det är en del av Baltak som kallas för Ljungstorp.

## Inventarier
Otto Scholtz, disponent vid Holma fabriker, skänkte ett triumfkrucifix tillverkat i Tyskland till kyrkan och det placerades över altaret.
Vid kyrkans restaurering av Adolf Niklasson 1949-1952 fick kyrkan ett nytt korfönster ovanför altaret med glasmålningar av Simon Sörman. Detta möjliggjordes genom en donation. Kyrkan fick också en ny altarskulptur föreställande herdarnas och de vise männens tillbedjan inför Maria och det nyfödda Jesusbarnet av Arvid Bryth. Den tidigare altarprydnaden, triumfkrucifixet från Tyskland, flyttades till norra korväggen.
Vid samma restaurering uppsattes stenskulpturer från den gamla kyrkan inne i kyrkan, bland annat föreställande en biskop. En av dem hänger på södra kyrkväggen och lär föreställa stormannen Balte. Kyrkan har även en dopfunt av sten.

## Orgel
Orgeln byggdes 1917 av Åkerman & Lund Orgelbyggeri. 1952 gjordes en ombyggnad av Nordfors & Co. Den har 13 stämmor fördelat på två manualer och pedal.
| Manual I (C-g3) | Manual II (C-g3)  | Pedal (C-f1) | Koppel  |
| --------------- | ----------------- | ------------ | ------- |
| Principal 8'    | Rörgedackt 8'     | Subbas 16'   | II/I    |
| Flöjt 8'        | Salicional 8'     | Koralbas 4'  | I/P     |
| Oktava 4'       | Gemshorn 4'       |              | II/P    |
| Kvinta 2 2/3'   | Nasard 2 2/3'     |              | II 4'/P |
| Oktava 2'       | Svegel 2'         |              |         |
|                 | Corno 8'          |              |         |
|                 | Crescendosvällare |              |         |

Två fria kombinationer, tutti, utlösare och automatisk pedalväxling.

## Bildgalleri

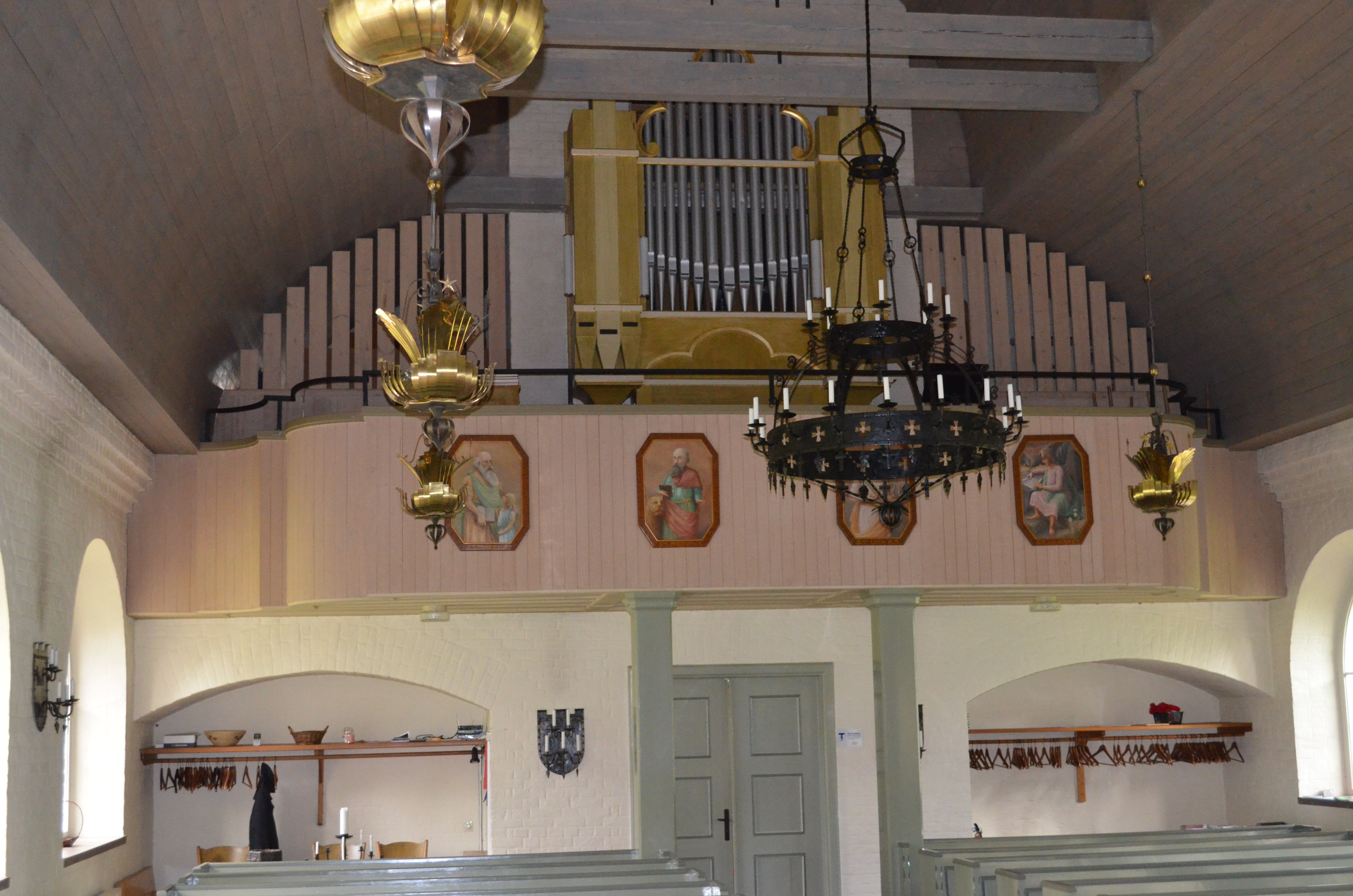
Baltak kyrkas kyrkorgel
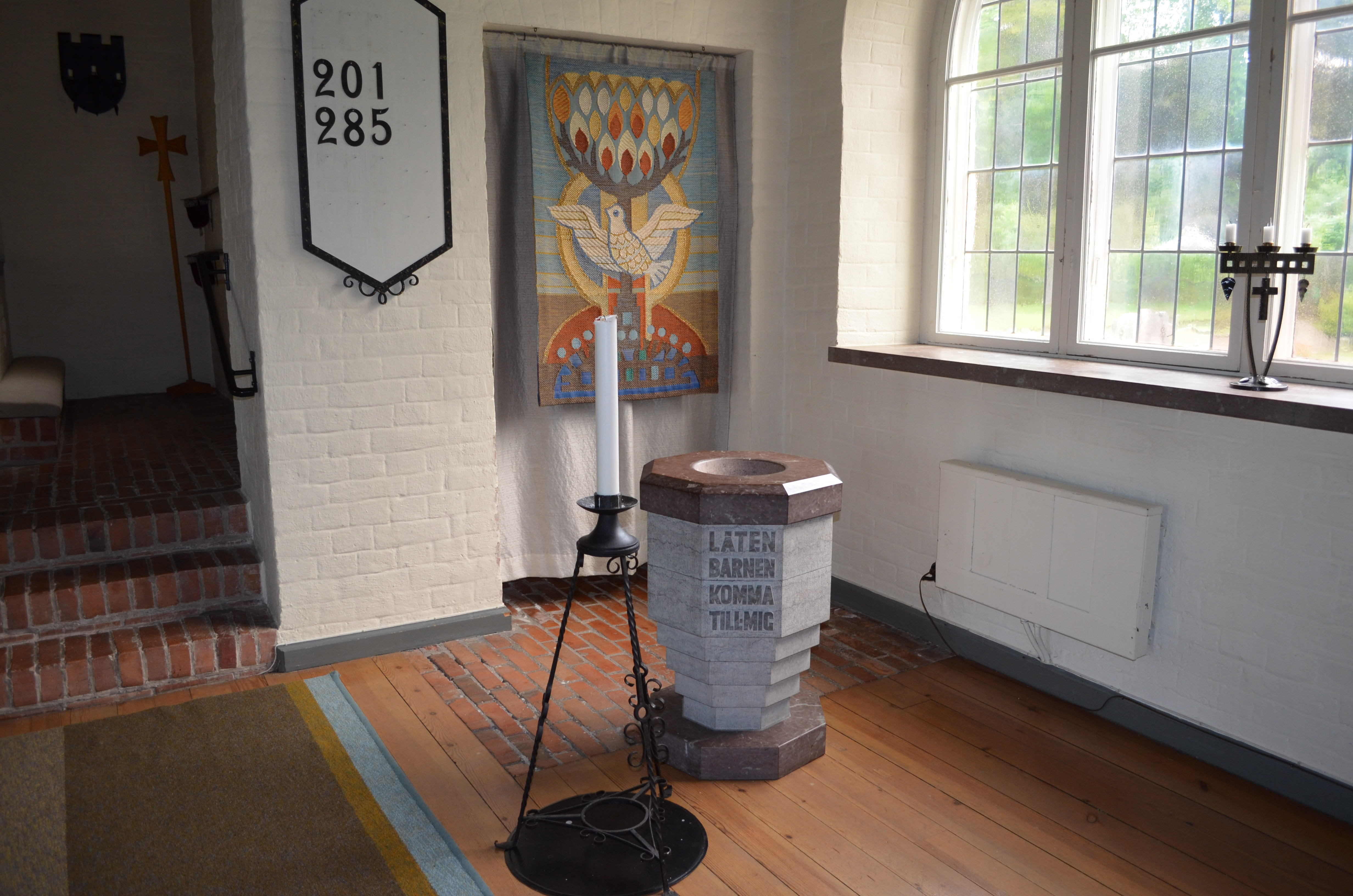
Baltak kyrkas dopfunt
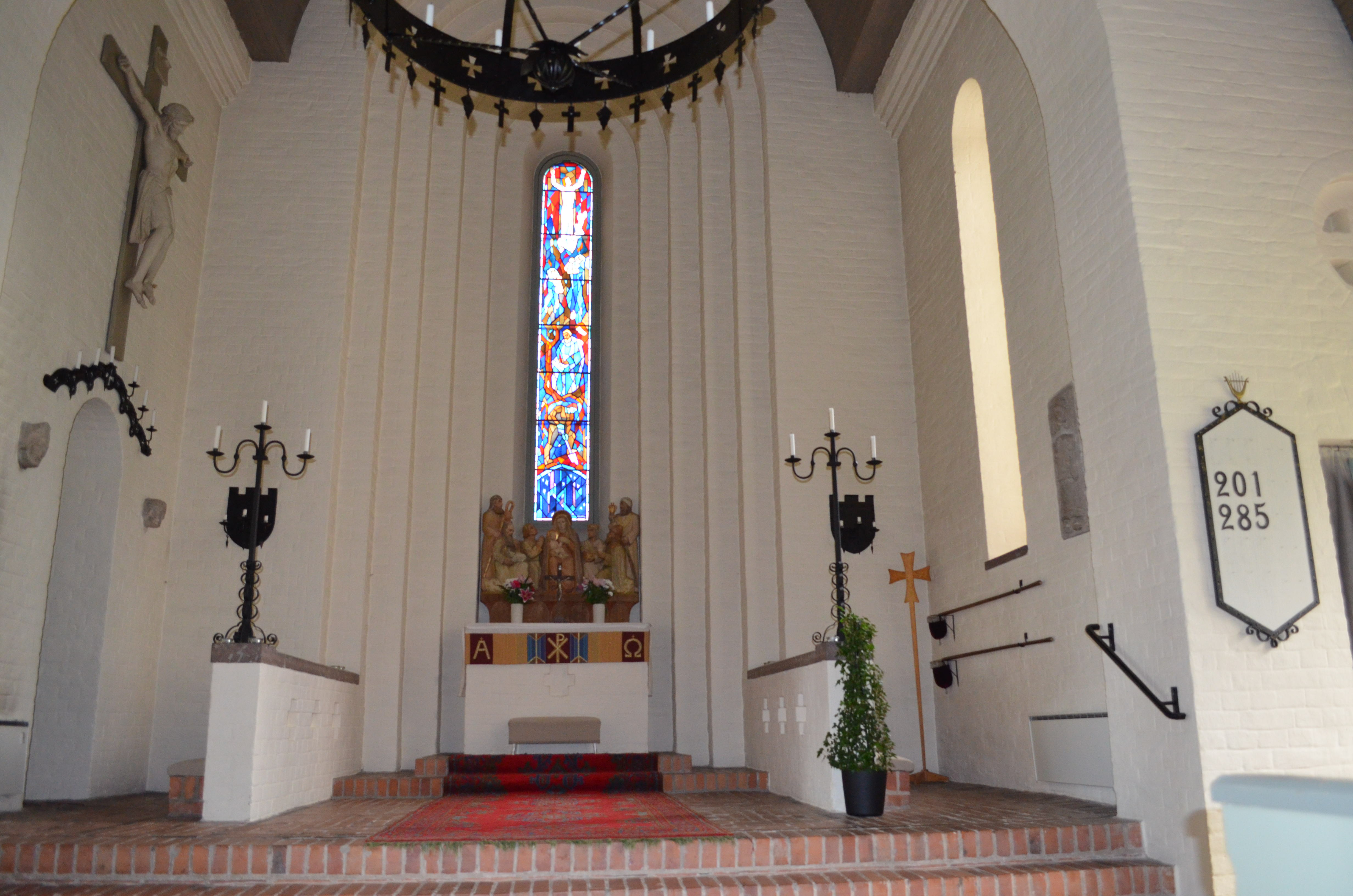
Baltak kyrkas altare
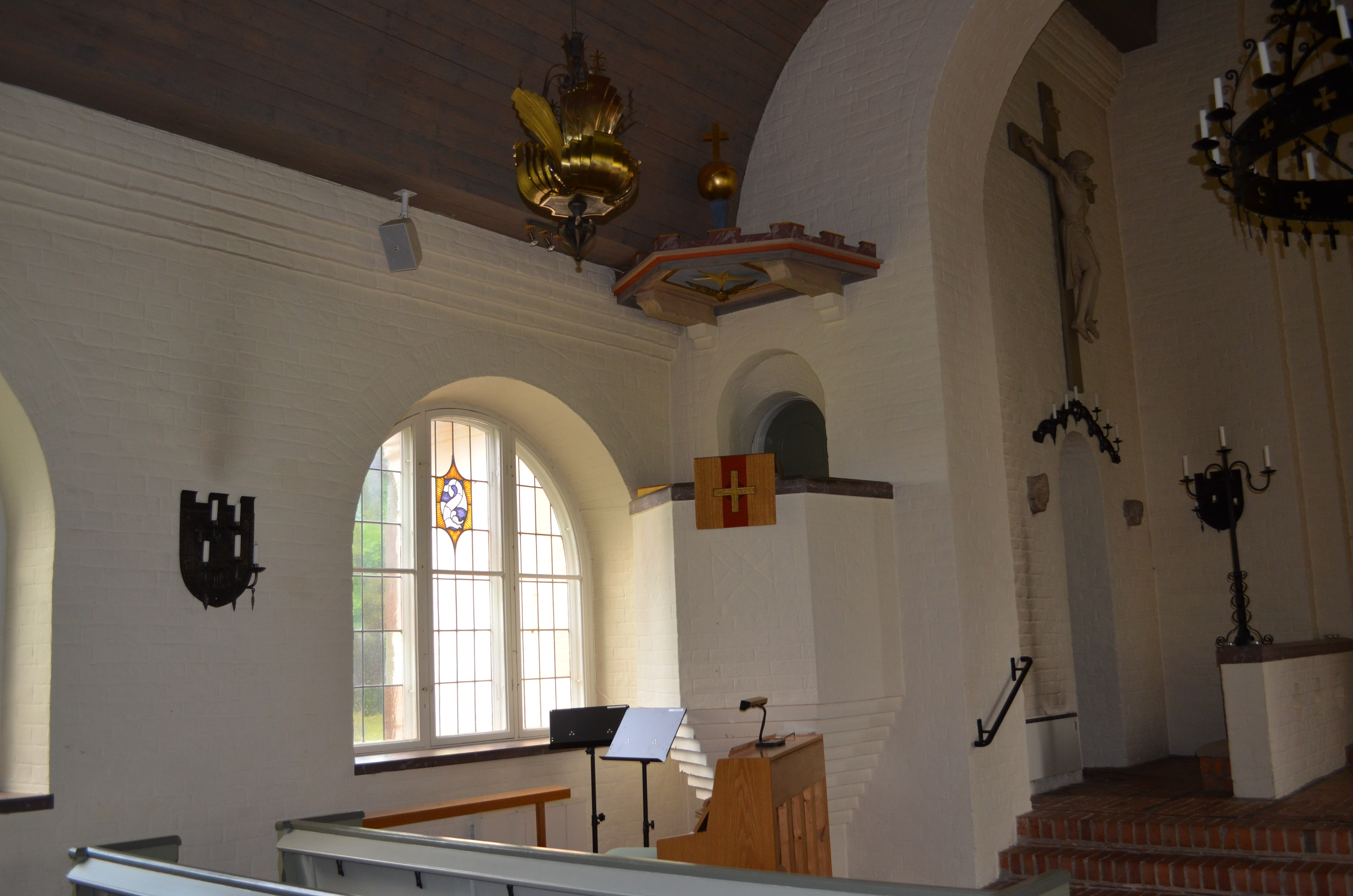
Baltak kyrkas predikstol